# Нёшатель-Ардело
Нёшатель-Ардело (фр. Neufchâtel-Hardelot) — коммуна во Франции, регион О-де-Франс, департамент Па-де-Кале, округ Булонь-сюр-Мер, кантон Утро. Расположена на побережье Ла-Манша в 12 км к югу от Булонь-сюр-Мера, в 1 км от автомагистрали А16. В северной части коммуны находится железнодорожная станция Нёшатель-Ардело линии Булонь-Лонго. На территории коммуны находится популярный курортный поселок Ардело-Плаж.
Население (2018) — 3 744 человека.

## Достопримечательности
- Церковь Святого Петра XIX века
- Приходская церковь Святого Августина Кентерберрийского 1960 года
- Протяженные песчаные пляжи и дюны

## Экономика
Структура занятости населения:
- сельское хозяйство — 1,2 %
- промышленность — 2,9 %
- строительство — 7,1 %
- торговля, транспорт и сфера услуг — 52,0 %
- государственные и муниципальные службы — 36,8 %

Уровень безработицы (2017) — 14,9 % (Франция в целом — 13,4 %, департамент Па-де-Кале — 17,2 %). 

Среднегодовой доход на 1 человека, евро (2018) — 23 290 (Франция в целом — 21 730, департамент Па-де-Кале — 19 200).

## Демография
Динамика численности населения, чел.

## Администрация
Пост мэра Нёшатель-Ардело с 2017 года занимает Полетт Жюльен-Пёвьон (Paulette Juilien-Peuvion). На муниципальных выборах 2020 года возглавляемый ею центристский список победил в 1-м туре, получив 70,16 % голосов.
| Период | Период | Фамилия              | Партия                                                       | Примечания                           |
| ------ | ------ | -------------------- | ------------------------------------------------------------ | ------------------------------------ |
| 1960   | 1989   | Жан-Батист Мартен    |                                                              | профессор                            |
| 1989   | 2017   | Жан-Пьер Пон         | Союз за французскую демократию Союз демократов и независимых | врач, депутат Национального собрания |
| 2017   |        | Полетт Жюльен-Пёвьон | Союз демократов и независимых                                | член Совета региона О-де-Франс       |

## Города-побратимы
- Отфорд, Великобритания

## Галерея

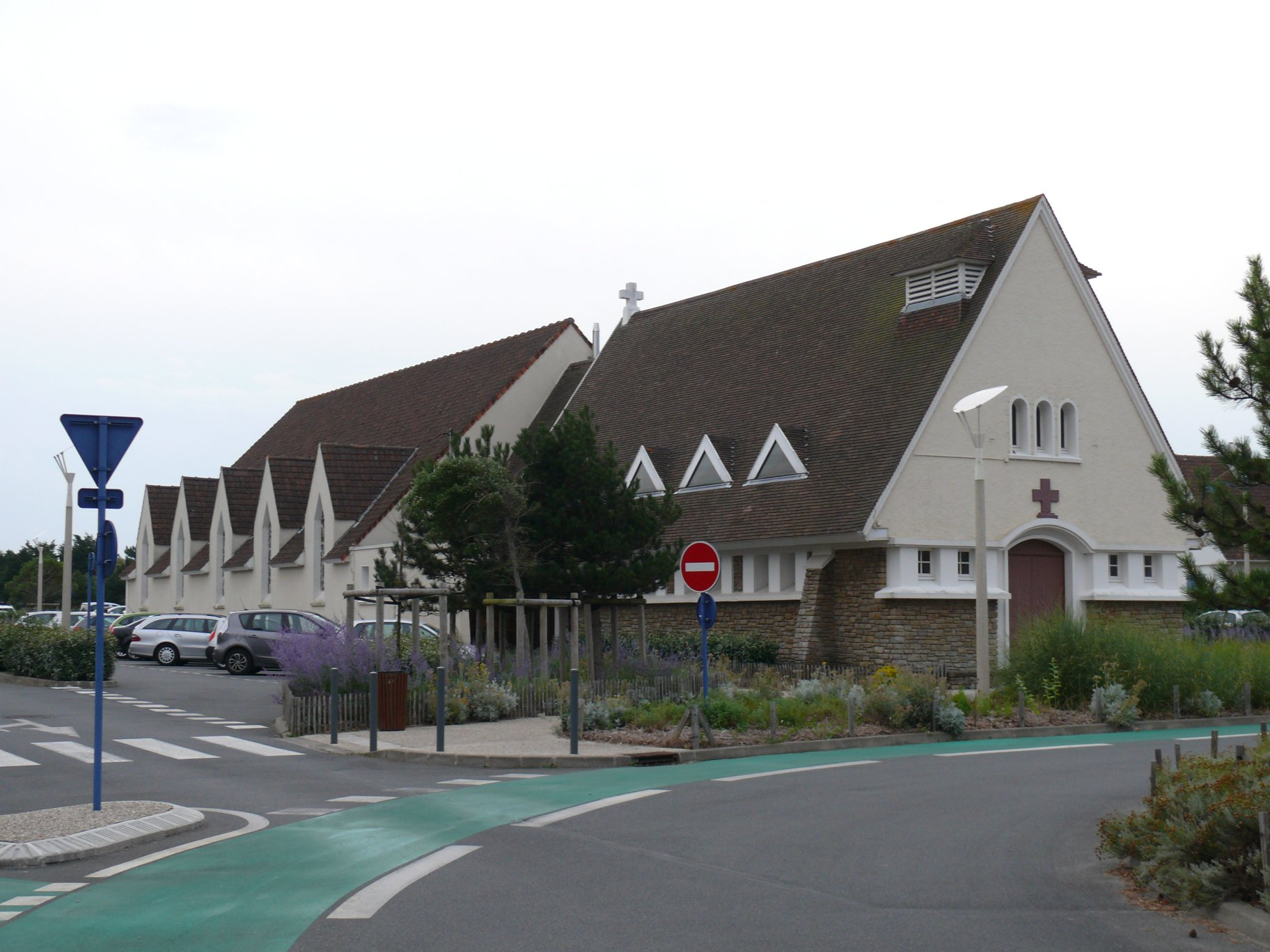
Церковь Святого Августина
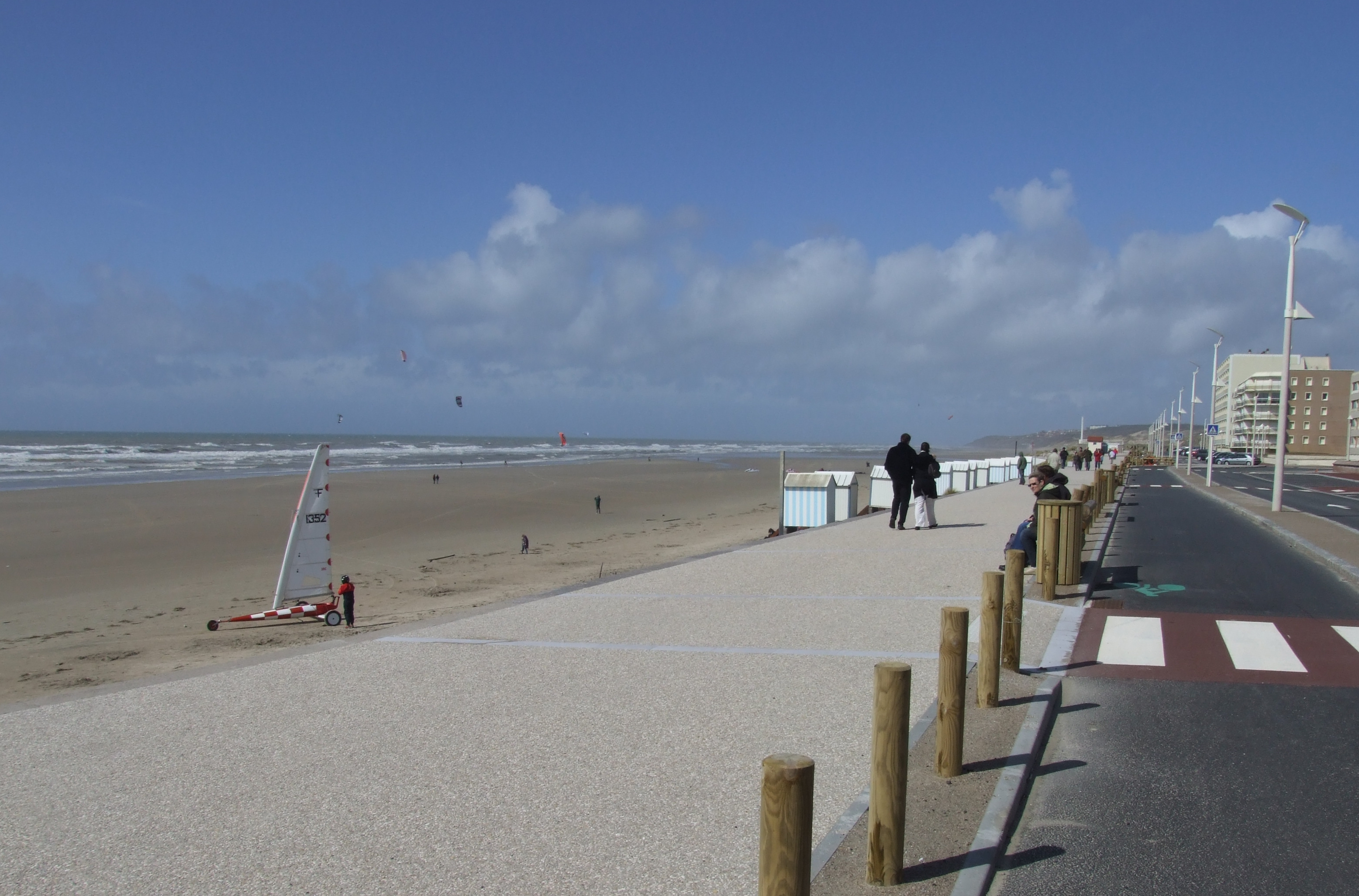
Приморский променад
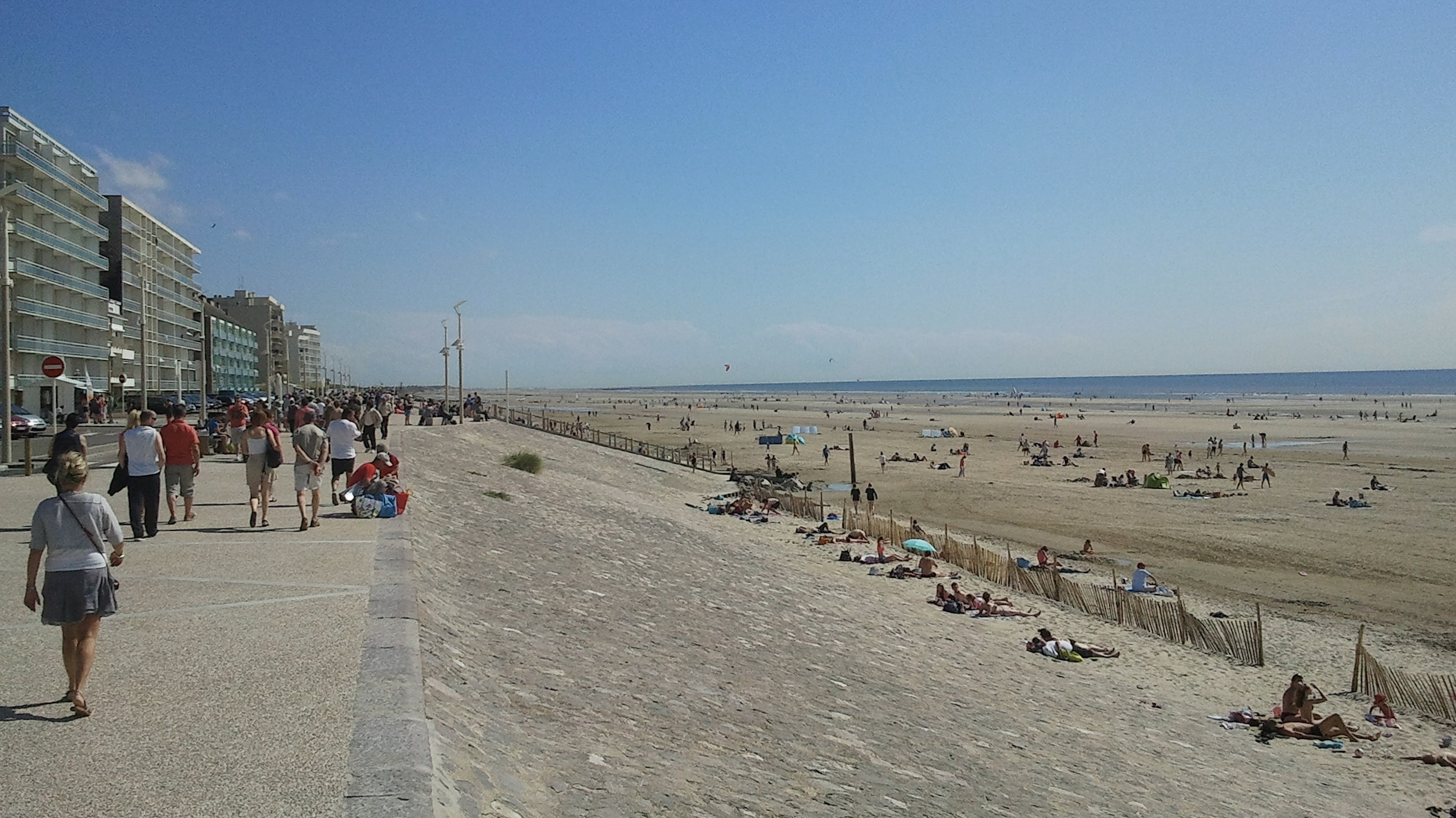
Пляж

1. 1 2  база данных о французских коммунах — Национальный географический институт Франции, 2015.